# 50 î.Hr.

## Nașteri
- dată necunoscută: Namhae de Silla  (d. 24)
- dată necunoscută: Marcus Vinicius  (d. ?)